# Vrede van Gorinchem
De Vrede van Gorinchem (ook Verdrag van Gorinchem) is een verdrag dat op 3 oktober 1528 te Gorinchem zou worden getekend. De overeenkomst moest een einde maken aan de Gelderse Oorlogen, die werden gevoerd tussen Karel van Egmont en keizer Karel V van Habsburg. Karel wilde het hertogdom Gelderland bij zijn overige bezittingen in de Nederlanden voegen.
In de overeenkomst werd bepaald dat Karel van Egmont zijn landen in leen van Keizer Karel zou krijgen en erfheer zou blijven van Groningen en de Ommelanden en van Drenthe. Ook stond in het verdrag dat zijn gebieden aan de keizer zouden vervallen, zo gauw de hertog kinderloos zou sterven.
Het verdrag werd in 1534 gebroken toen Karel van Egmont koning Frans I van Frankrijk als zijn opvolger aanwees.

## Verdrag van Grave
Het contract werd niet ondertekend. Karel van Egmont zette zijn veroveringen met steun van Franse troepen voort. Uiteindelijk werd in 1536 het Verdrag van Grave afgedwongen. Dit verdrag kwam in principe op hetzelfde neer, echter de passage over de opvolging was eruit geschrapt.